# Stawno (powiat kamieński)
Stawno (niem. Stäwen) – wieś w Polsce położona w województwie zachodniopomorskim, w powiecie kamieńskim, w gminie Kamień Pomorski.
Sołectwo Stawno składa się z miejscowości Stawno i Borzysław, który leży w odległości 1 km od Stawna. Wioska położona jest 12 kilometrów na południe od Kamienia Pomorskiego. W linii prostej do morza jest 18 kilometrów. Wioska znajduje się wśród lasów Nadleśnictwa Międzyzdroje.
Miejscowość posiada leśniczówkę, położona w lesie w kierunku na Wysoką Kamieńską. Przez Stawno przebiega linia kolejowa Wysoka Kamieńska - Kamień Pomorski (przystanek Stawno) założona w 1892 roku. W bliskiej okolicy płyną rzeki Wołczenica i Stawna. Sołectwo liczy 145 mieszkańców i 40 budynków mieszkalnych. Przed II wojną światową wioska liczyła 300 mieszkańców. W latach 1975–1998 miejscowość należała administracyjnie do województwa szczecińskiego.

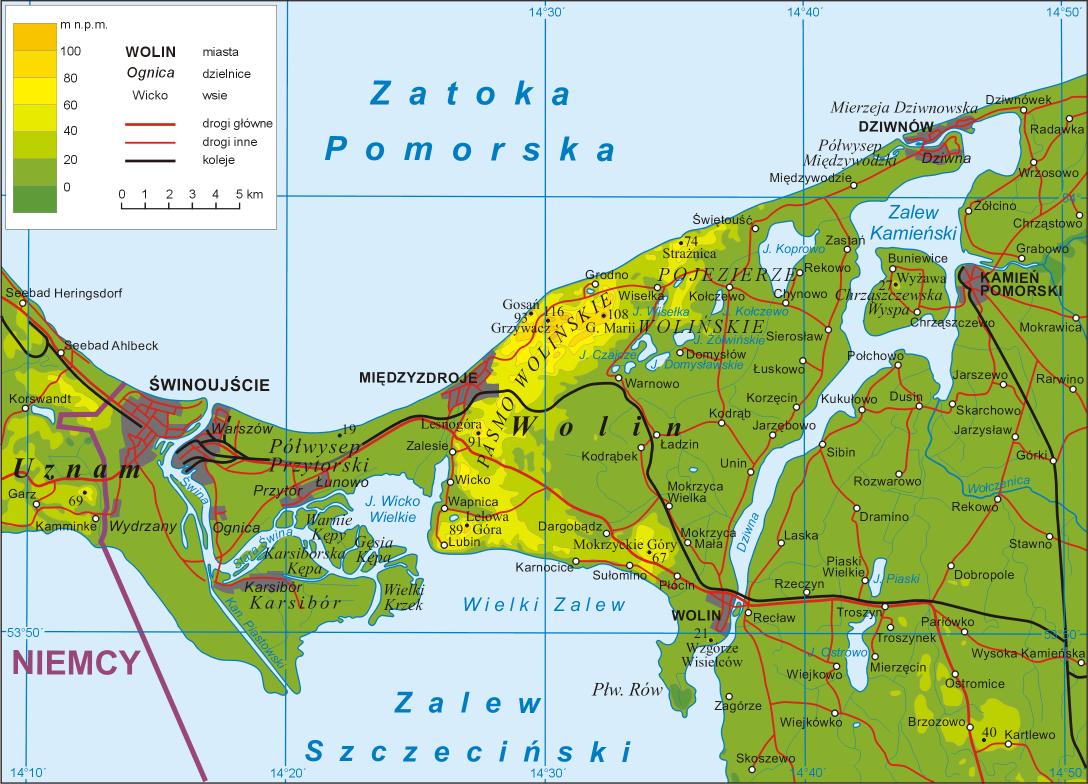
Mapa wyspy Wolin z zaznaczonym Stawnem